# Сеульский вестник
Сеульский вестник (кор. 서울헤럴드) — газета на русском языке. Издается в столице Республики Корея городе Сеуле. Выходит нерегулярно (выпущено 142 номера).

## История
Газета, выходившая на русском языке в Сеуле в 1998-2012 гг. Основана в феврале 1998 года.
Издатель — Сон Бом Сик (кор. 송범식).
В середине 1990-х гг. в Сеуле стали появляться выходцы из России и стран СНГ – инженеры, специалисты, предприниматели, челноки, гастарбайтеры. В этих условиях возникла идея об издании в Сеуле газеты, которая ориентировалась бы на эту аудиторию.
У истоков газеты стоял, в первую очередь, корейский бизнесмен Сон Бом Сик, русист по образованию, который тогда занимался бизнесом с Россией. Кроме Сон Бом Сика, у истоков «Сеульского Вестника» стояли  радиожурналист Андрей Левин и предприниматель Игоря Дедер. Андрей Левин стал первым редактором газеты. Большое содействие газете оказывал также Дмитрий Капустин – кореевед-историк и журналист, в прошлом – дипломат, который тогда работал в Корее преподавателем русского языка. Впрочем, вскоре Андрей Левин и Дмитрий Капустин покинули Корею, а Игорь Дедер, хотя и продолжал сотрудничать с газетой, в основном занимался собственным бизнесом.
После отъезда Андрея Левина редактором газеты стала Татьяна Габрусенко, после отъезда которой в Австралию в 2000 г. редактором «Сеульского вестника» стал Евгений Штефан, занимавший эту должность на протяжении всей последующей истории газеты.
Вокруг «Сеульского вестника» сложилась группа постоянных авторов газеты, который на протяжении всей её истории играла большую роль и в подготовке материалов, и в решении иных проблем газеты. Помимо упомянутых выше Т. Габрусенко и И. Дедера, среди членов этого неформального актива следует упомянуть Андрея Ланькова, Валерия Гуенкова, Олега Кирьянова, Мария Осетрову, Жанну Баллод и Константина Асмолова.
Около 2000 года стало ясно, что русскоязычная газета в Сеуле в принципе не может приносить прибыли. Связано это было, в первую очередь, с малыми размерами рынка, а также с зарождением и ростом Интернета, влияние которого стало ощущаться уже в начале 2000-х годов. Поэтому бизнес-модель «Сеульского вестника» была основана на том, что люди, которые сотрудничали с «Вестником», воспринимали газету в качестве хобби. Гонораров в газете не платили, но у авторов были другие источники дохода, и они не рассчитывали на вознаграждение (в редакции в те времена говорили: «мы делаем ту газету, которую хотели бы читать сами, а мнение всех остальных нас не интересует»). Из соображений сохранения независимости «Сеульский вестник» также не занимался поиском спонсоров. В редакции газеты исходили из того, что выручка от рекламы, продаж и подписки в идеале должна покрывать типографские расходы и расходы на аренду офиса – впрочем, со временем от содержания офиса в редакции тоже отказались.
Одной из особенностей редакционной политики «Сеульского вестника» был отказ от перепечаток материалов из российской прессы – такая перепечатка была обычной практикой зарубежной русскоязычной прессы в те времена. «Сеульский вестник» также позиционировал себя как газету, которая пишет исключительно о Корее и избегает бульварных тем.
Формат газеты менялся несколько раз. Начиная с №90 (ноябрь 2004 года) она выходила в формате А3. В номере обычно было 12 полос. Тираж газеты обычно составлял 2000 экземпляров. В первые годы своего существования «Сеульский вестник» выходил раз в две недели, впоследствии - ежемесячно. С течением времени, стали происходить задержки с выпуском очередных номеров, и к 2010 году газета выходила нерегулярно. Всего вышло 142 номера газеты.
С 2005 года периодичность выхода номеров газеты постепенно снижалась, и, в конце концов выпуск газеты прекратился. Формально о закрытии газеты не объявлялось.
Имелось три причины, по которым «Сеульский вестник» прекратил своё существование. Во-первых, свою роль сыграла болезнь Сон Бом Сика, который на протяжении долгого времени поддерживал проект «Сеульского вестника», а при необходимости компенсировал те (не очень большие) убытки, которые несла газета. Во-вторых, с распространением Интернета изменилась общая ситуация в стране. Хотя «Сеульский вестник» и не ориентировался на основную массу русскоговорящего населения Кореи, эти процессы привели к существенному снижению численности его подписчиков и покупателей. В-третьих, значительная часть людей, которые составляли актив «Сеульского вестника» и которые регулярно и бесплатно писали материалы для этой газеты, постепенно стали терять интерес к проекту, который они изначально воспринимали как хобби.